# 卡利珀灣
卡利珀灣（英語：Caliper Cove），是南極洲的海灣，位於維多利亞地的博克格雷溫克海岸，處於懷爾德冰川和蘇特冰川終點之間的紐恩斯夫人灣，由新西蘭南極名稱諮詢委員會命名，現時由南極條約體系管理。